# Dansk Friskoleforening
Dansk Friskoleforening er en forening for friskoler (frie grundskoler). Foreningen tæller ca. 260 danske friskoler med et samlet samlet elevtal på omkr. 30.000.
Dansk Friskoleforening blev oprettet den 16. november 1886 som en skolepolitisk forening for personer tilknyttet landets friskoler. Foreningens formål er stort set fastholdt siden oprettelsen og udtrykkes i dag således:
- at styrke og fremme fællesskabet og samarbejdet mellem de danske friskoler
- at værne om hjemmenes ret og indflydelse i skolespørgsmål
- at arbejde for de bedst mulige vilkår for at oprette og drive friskoler i Danmark.

Mange friskoler er grundtvig-koldske. De bygger deres undervisning på N.F.S. Grundtvigs menneskesyn og på Christen Kolds skolesyn. Men der er også en tendens til at frie grundskoler der opstår i kølvandet på skolelukninger melder sig ind i Dansk Friskoleforening, uden at ændre nævneværdigt ved det grundlag den lokale skole altid har bygget på.
Dansk Friskoleforening er ikke som de andre skoleforeninger for frie grundskoler medlem af Frie Grundskolers Fællesråd. Begrundelsen er at Dansk Friskoleforening ikke anser sig som en arbejdsgiverorganisation men som en forening af mennesker tilknyttet friskolerne, altså både lærere og forældre.